# Rudolf Rademacher
Rudolf "Rudi" Rademacher (19 de juny de 1913 – 3 de juny de 1953) va ser un as de l'aviació alemany, receptor de la Creu de Cavaller de la Creu de Ferro durant la Segona Guerra Mundial.
Rudi Rademacher va aconseguir 126 victòries en unes 500 missions de combat, 90 de les quals van ser al Front Oriental, incloent 21 Il-2 Stormoviks. Allà, juntament amb Walter Nowotny, Karl Schnörrer (parella de Nowotny des de 1942) i Anton Döbele formaren un equip anomenat Teufelskette (cadena de diables) o el Nowotny Schwarm, que durant el transcurs de la guerra assoliren 524 victòries entre tots ells, el que en va fer l'equip de més èxit de la Luftwaffe.
Al Front Occidental aconseguí vui victòries volant amb el caça de reacció Me 262. Rademacher va morir en un accident de planador a Lüneburg el 13 de juny de 1953.

## Condecoracions
Creu de Ferro de 2a classe
 Creu de Ferro de 1a classe
 Creu Alemanya d'Or - 25 de març de 1943 com a Oberfeldwebel in the 3./JG 54
 Creu de Cavaller de la Creu de Ferro – 30 de setembre de 1944 com a Oberfeldwebel i pilot del 1./Jagdgeschwader 5
 Passador de Vol Operatiu per pilots de caça